# نوريمان عدي
نوريمان عدي (10 يونيو 1997) هي لاعبة كرة قدم مغربية تلعب في خط الوسط لفريق الكلية الأمريكية ساوث ألاباما جاغوار والمنتخب المغربي للسيدات. ولدت ونشأت في مدينة وادي زم. والتحقت بجامعة جنوب ألاباما في الولايات المتحدة. ولعبت مع نادي الجيش الملكي المغربي.

## مهنة دولية

### الأهداف الدولية
| # | تاريخ         | مكان                                | الخصم | نتيجة | الحصيلة | مسابقة | المرجع. |
| - | ------------- | ----------------------------------- | ----- | ----- | ------- | ------ | ------- |
| 1 | 28 يناير 2020 | ملعب أبو بكر عمار، سلا، المغرب      | تونس  | 1–0   | 2–1     | ودي    | [ 8 ]   |
| 2 | 31 يناير 2020 | الملعب البلدي بتمارة، تمارة، المغرب | تونس  | 1–1   | 6–3     | ودي    | [ 9 ]   |

## روابط خارجية
- نوريمان عدي على موقع قاعدة بيانات كرة القدم.إي يو (الإنجليزية)
- نوريمان عدي على موقع GSA (الإنجليزية)